# Lehtma
Lehtma est un ancien village de la commune de Hiiu du comté de Hiiu en Estonie.
Au 31 décembre 2011, il n'a plus d'habitant.